# Len Deighton
Leonard Cyril „Len“ Deighton (* 18. Februar 1929 in London) ist ein englischer Illustrator und Buchautor.

## Leben
Leonard „Len“ Deighton wurde im Jahr 1929 im Londoner Marylebone-Distrikt als Sohn anglo-irischer Eltern geboren. Sein Vater arbeitete als Chauffeur der Familie Campbell Dodgsons, der im British Museum für Drucke und Zeichnungen verantwortlich war. Während des Zweiten Weltkrieges lebten die Deightons im Haushalt der Dodgsons, in welchem der junge Deighton gute Gelegenheit zur Beobachtung des Lebens in den verschiedenen Gesellschaftsschichten erhielt. Sein Interesse für Essen teilte Deighton mit seiner Mutter, die als Köchin in einem Hotel arbeitete.
Der Krieg unterbrach Len Deightons reguläre Erziehung an der St. Marylebone Grammar School. Er arbeitete als Kurier und nach Beendigung der Schule für einige Zeit als Eisenbahn-Angestellter. Im Alter von 17 Jahren trat er in die Royal Air Force ein, in welcher er als Fotograf im Special Investigation Branch eingesetzt wurde. Im Jahr 1949 verließ Deighton die Streitkräfte. Ein Stipendium für ehemalige Serviceangehörige ermöglichte es ihm, sich an der St. Martin’s School of Art einzuschreiben. Später studierte er am Royal College of Art. Auch für seine Entwicklung als Schriftsteller waren diese Jahre wichtig. In einem Interview sagte Deighton: „Ich glaube, die Ursache dafür, dass Angehörige der Arbeiterklasse keine Bücher schreiben, ist, dass sie davon überzeugt werden, dass nur ausgewählte Leute Bücher schreiben dürfen.“
Während der 1950er Jahre arbeitete Deighton in einer Vielzahl von Berufen – er war Kellner in Piccadilly, stellvertretender Konditoreichef in der Royal Festival Hall, Fabrikmanager, Lehrer in der Bretagne, Illustrator in New York, Nachrichtenfotograf sowie Direktor einer Werbeagentur in London. Als Steward der British Overseas Airways Corporation reiste er 1956–57 an viele exotische Orte. 1960 heiratete Deighton Shirley Thompson, eine Illustratorin. Später lebte er mit seiner Familie auf einer Farm bei den Mourne Mountains in Irland sowie in Portugal.
In den 1960er Jahren schrieb Deighton eine wöchentliche Serie illustrierter französischer Kochrezepte für den London Observer. Sein erstes Kochbuch Action Cook Book: Len Deighton’s Guide to Eating wurde 1965 veröffentlicht. Den Roman, der seinen Durchbruch als Autor bestimmte, The Ipcress File (1962), beendete Deighton in Frankreich auf der Île de Porquerolles. Er wurde von Hodder & Stoughton Ltd. veröffentlicht und sofort zu einem großen Erfolg. Die Kritiker beurteilten ihn mit „besser als Fleming“. Das Buch wurde in mehrere Sprachen übersetzt und als Serie im Londoner Evening Standard abgedruckt. Unzufrieden mit The Ipcress File begann Deighton schon bald, nachdem er den Vertrag für seinen Erstlingsroman unterzeichnet hatte, Horse Under Water (1963) zu schreiben. Sein Verleger hatte kein Interesse, seinen Entwurf zu lesen – das erste Buch war noch nicht veröffentlicht – und Deighton reichte sein Manuskript bei Tom Maschler von Jonathan Cape ein. Cape blieb bis in die 1980er Jahre sein Verleger.

## Werk
Das Werk Len Deightons umfasst ca. 35 Romane: Spionagegeschichten, Thriller und kriegshistorische Romane. Außerdem schrieb er Kochbücher.
Am Anfang stand die Harry Palmer Reihe:
Die ersten 4 Bücher mit einem namenlosen Geheimagenten – in den Filmen heißt er „Harry Palmer“ – entstanden in den 60er Jahren: IPCRESS – streng geheim; Fische reden nicht; Finale in Berlin; Das Milliarden-Dollar-Gehirn. (Drei davon wurden mit Michael Caine verfilmt.) Danach folgten: Eiskalt (dt. 1977); Nagelprobe (dt. 1978); Sahara-Duell (dt. 1983)
Die Bernard Samson Reihe:
Der Figur „Bernard Samson“, einem MI6-Agenten, hat Deighton 3 Trilogien gewidmet:
1. Brahms Vier – Mexiko Poker – London Match –
2. Geködert – Gedrillt – Gelinkt –
3. Faith – Hope – Charity (nicht ins Deutsche übersetzt).

Die Vorgeschichte dazu liefert In Treu und Glauben – Roman einer Berliner Familie von 1899 bis 1945 (dt. 1988)
SS-GB ist eine Historische Fiktion, in der das Dritte Reich über Großbritannien gesiegt hat und es besetzt hält.
In weiteren Romanen zeigt sich Deighton als sachkundiger Militärhistoriker: Bomber (dt. 1971); Luftschlacht um England (dt. 1982); Blitzkrieg (dt. 1983); Goodbye für einen Helden (dt.1986); Einsatz: Männer im Krieg (dt. 1986).
Seine Liebe zur Kochkunst hat er in mehreren Kochbüchern ausgedrückt.

## Bibliografie
| - 1962 – The Ipcress File (dt. Ipcress – streng geheim) - 1963 – Horse Under Water (dt. Fische reden nicht) - 1964 – Funeral in Berlin (dt. Finale in Berlin) - 1965 – Où est le garlic - 1965 – Len Deighton’s Action Cookbook - 1966 – Billion-Dollar Brain (dt. Das Milliarden-Dollar-Gehirn) - 1967 – An Expensive Place to Die (dt. Tod auf teurem Pflaster) - 1967 – Len Deighton’s London Dossier - 1968 – Only When I Larf (dt. Komm schon, Baby, lach dich tot) - 1970 – Bomber (dt. Bomber) - 1971 – Declarations of War - 1972 – Close-Up (dt. Nahaufnahme) - 1974 – Spy Story (dt. Eiskalt) - 1975 – Yesterday’s Spy (dt. Nagelprobe) - 1976 – Twinkle, Twinkle, Little Spy (dt. Sahara-Duell) - 1977 – Fighter: The True Story of the Battle of Britain (dt. Unternehmen Adler: Die Luftschlacht um England) - 1978 – SS-GB (dt. SS-GB) - 1978 – Airshipwreck (mit Arnold Schwartzman) - 1979 – Blitzkrieg: From the Rise of Hitler to the Fall of Dunkirk (dt. Blitzkrieg: Von Hitlers Triumphen bis zum Fall von Dünkirchen) - 1979 – Basic French Cookery Course - 1980 – Battle of Britain | - 1981 – XPD (dt. XPD – Das Hitler-Protokoll) - 1982 – Goodbye Mickey Mouse (dt. Goodbye für einen Helden) - 1983 – Berlin Game (dt. Brahms Vier) - 1984 – Mexico Set (dt. Mexico Poker) - 1985 – London Match (dt. London Match) - 1986 – Time to Kill (dt. Einsatz: Männer im Krieg) - 1987 – Winter – A Berlin Family 1899–1945 (dt. In Treu und Glauben) - 1988 – Spy Hook (dt. Geködert) - 1989 – Spy Line (dt. Gedrillt) - 1989 – ABC of French Food - 1990 – Spy Sinker (dt. Gelinkt) - 1990 – Basic French Cookery Course - 1991 – MAMista (dt. Mamista – Der Kampf der Regenwald-Guerilla) - 1992 – City of Gold (dt. Kairo) - 1993 – Violent Ward - 1993 – Blood, Tears and Folly: An Objective Look at World War II - 1994 – Faith - 1995 – Hope - 1996 – Charity - 2003 – Destroyer - 2010 – French Cooking for Men (Revised and updated edition) - 2012 – James Bond: My Long and Eventful Search for His Father. A non-fiction e-book. |

## Auszeichnungen
- 1984 – Schwedischer Krimipreis (International) für: Byte i Berlin (Norstedt, Stockholm 1984; Originaltitel: Berlin Game; dt. Titel: Brahms vier. Ullstein, Frankfurt/M. 1984)
- 1986 – Deutscher Krimi Preis (International 2) für: Mexico-Poker (Ullstein, Frankfurt/M. 1985; Originaltitel: Mexico set)
- 1987 – Deutscher Krimi Preis (International 2) für: London Match (Ullstein, Frankfurt/M. 1986; Originaltitel: London match)

## Verfilmungen
- 1965 – Ipcress – streng geheim (The Ipcress File) – Regie: Sidney J. Furie, mit: Michael Caine
- 1966 – Finale in Berlin (Funeral in Berlin) – Regie: Guy Hamilton, mit: Michael Caine, Paul Hubschmid, Eva Renzi, Oskar Homolka, Heinz Schubert, Wolfgang Völz, Herbert Fux und Rainer Brandt
- 1967 – Das Milliarden-Dollar-Gehirn (Billion Dollar Brain) – Regie: Ken Russell, mit: Michael Caine, Karl Malden, Oskar Homolka, Françoise Dorléac und Donald Sutherland
- 1968 – Nur über eine Leiche (Only When I Larf) – Regie: Basil Dearden, mit: Richard Attenborough und David Hemmings
- 1969 – Oh! What a Lovely War – Regie: Richard Attenborough (Deighton: Co-Drehbuchautor)
- 1976 – Spy Story – Regie: Lindsay Shonteff
- 1988 – Game, Set and Match 12-teilige Verfilmung der Romantrilogie 'Brahms Vier – Mexiko Poker – London Match' für Granada Television mit Ian Holm in der Hauptrolle des Bernard Samson und Michael Degen als Werner Volkmann
- 1995 – The Palmer Files: Der Rote Tod  (Len Deighton’s Bullett to Bejing) – Regie: George Mihalka, mit: Michael Caine und Jason Connery
- 1996 – The Palmer Files: Herren der Apocalypse (Len Deighton’s Mindnight in St. Petersburg) – Regie: Doug Jackson, mit: Michael Caine und Jason Connery